# Toutânkhamon : Le Pharaon maudit
Pour les articles homonymes, voir Toutânkhamon (homonymie).
Toutânkhamon : Le Pharaon maudit ou Toutankhamon : L'Enfant roi au Québec est une mini-série canadienne en trois parties de 90 minutes créée par Peter Paige, Bradley Bredeweg, Michael Vickerman et diffusée les 19, 20 et 21 juillet 2015 sur Spike.
Au Québec, elle est diffusée depuis le 18 octobre 2015 sur Super Écran et en France, le 21 décembre 2015 sur D8. Elle est inédite dans les autres pays francophones.

## Synopsis
Dans l'Égypte antique à Thèbes en -1332, la mort de son père Akhenaton marque le début du court règne de Toutânkhamon, propulsé pharaon à l'âge de 9 ans. Du mariage avec sa sœur Ânkhésenamon aux complots politiques en passant par la guerre contre le royaume du Mittani, la vie du nouveau pharaon est romancée dans la plus puissante nation de cette époque. Depuis son plus jeune âge, son père et Aÿ ne cessent de lui répéter qu'il ne peut faire confiance à personne, même au sein de son propre palais ou de sa famille. Son père, lui-même, a été empoisonné par son plus fidèle serviteur.

## Distribution

### Acteurs principaux
- Avan Jogia (VQ : Xavier Dolan) : le Pharaon Toutânkhamon
- Ben Kingsley (VQ : Jacques Lavallée) : Aÿ, le Vizir
- Sibylla Deen (VQ : Catherine Brunet) : Ânkhésenamon, sœur et épouse de Toutânkhamon
- Alexander Siddig (VQ : François Trudel) : le grand prêtre du temple d'Amon
- Kylie Bunbury (VQ : Kim Jalabert) : Suhad, Mittaniene, maîtresse de Toutânkhamon
- Peter Gadiot (VQ : Nicolas Charbonneaux-Collombet) : Ka, militaire égyptien, amant d'Ânkhésenamon
- Iddo Goldberg (VQ : Adrien Bletton) : Lagus, soldat égyptien
- Nonso Anozie (VQ : Patrick Chouinard) : le Général Horemheb

Photos des acteurs principaux
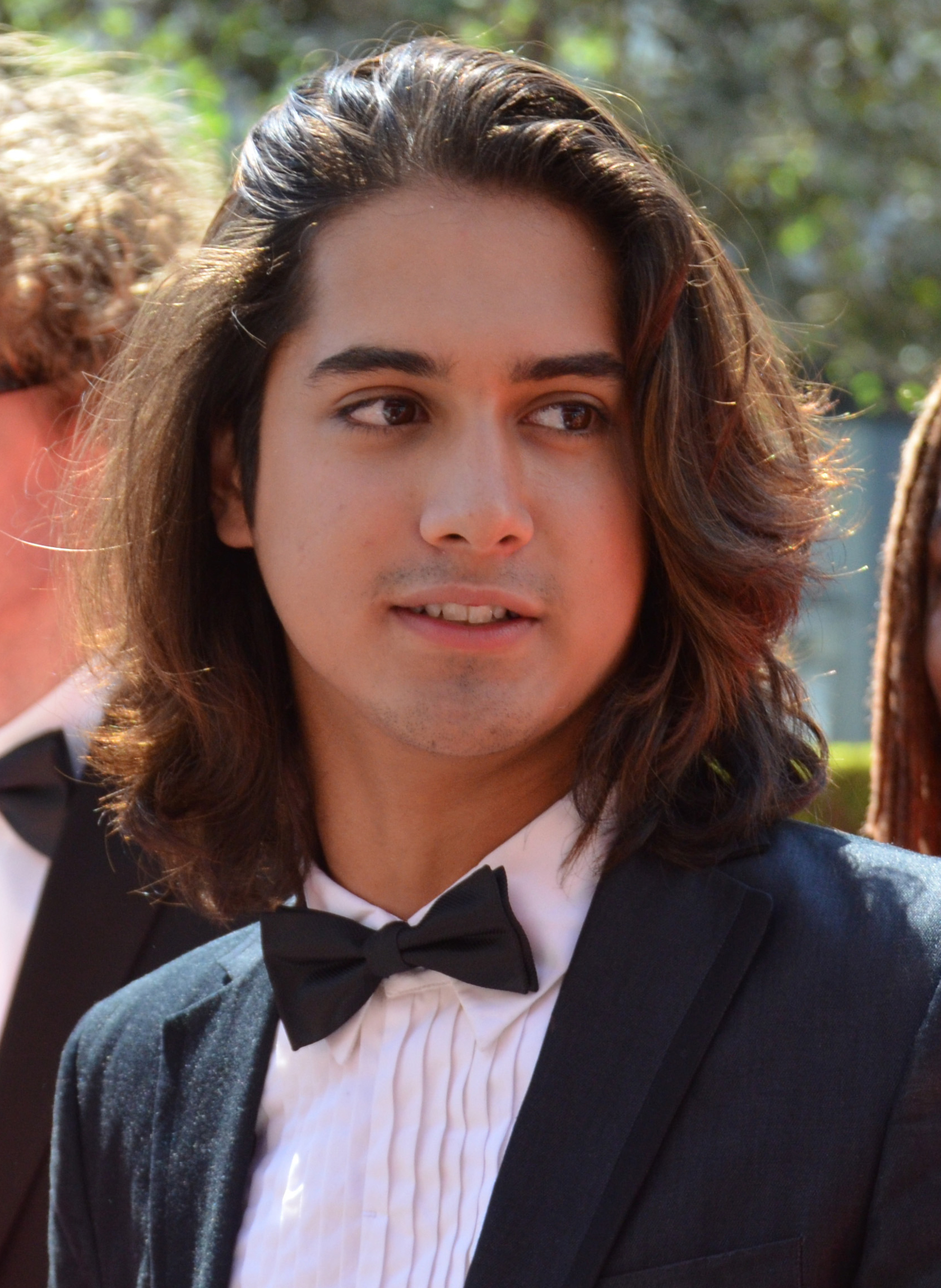
Avan Jogia interprète Toutânkhamon
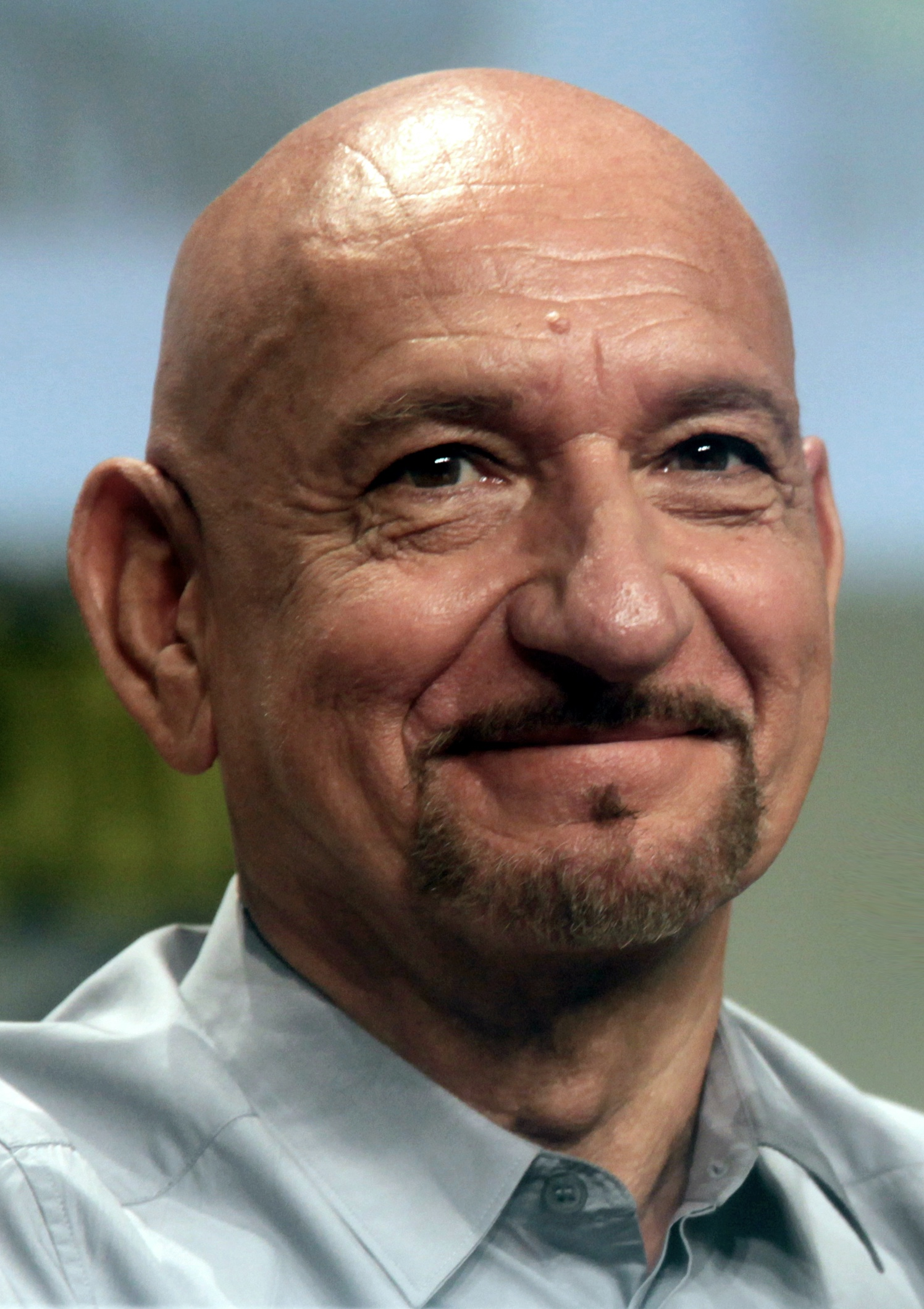
Ben Kingsley interprète Aÿ
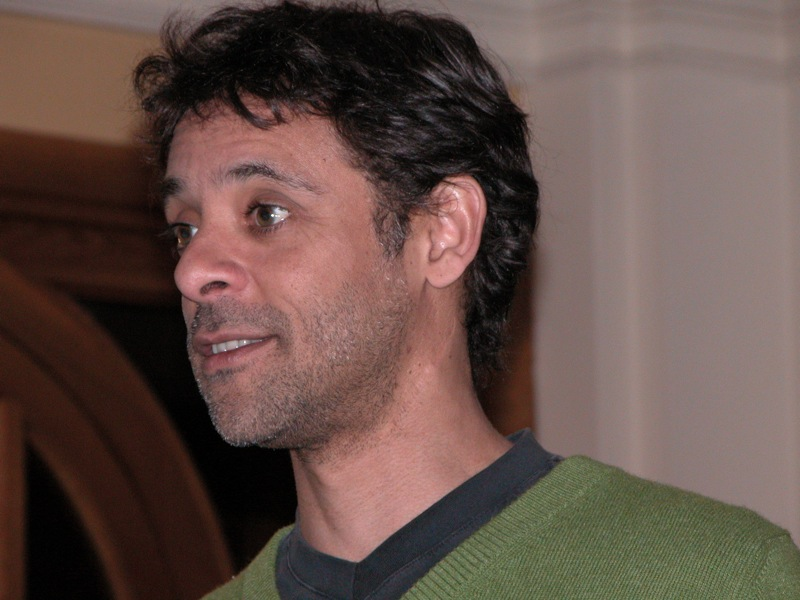
Alexander Siddig interprète Amon
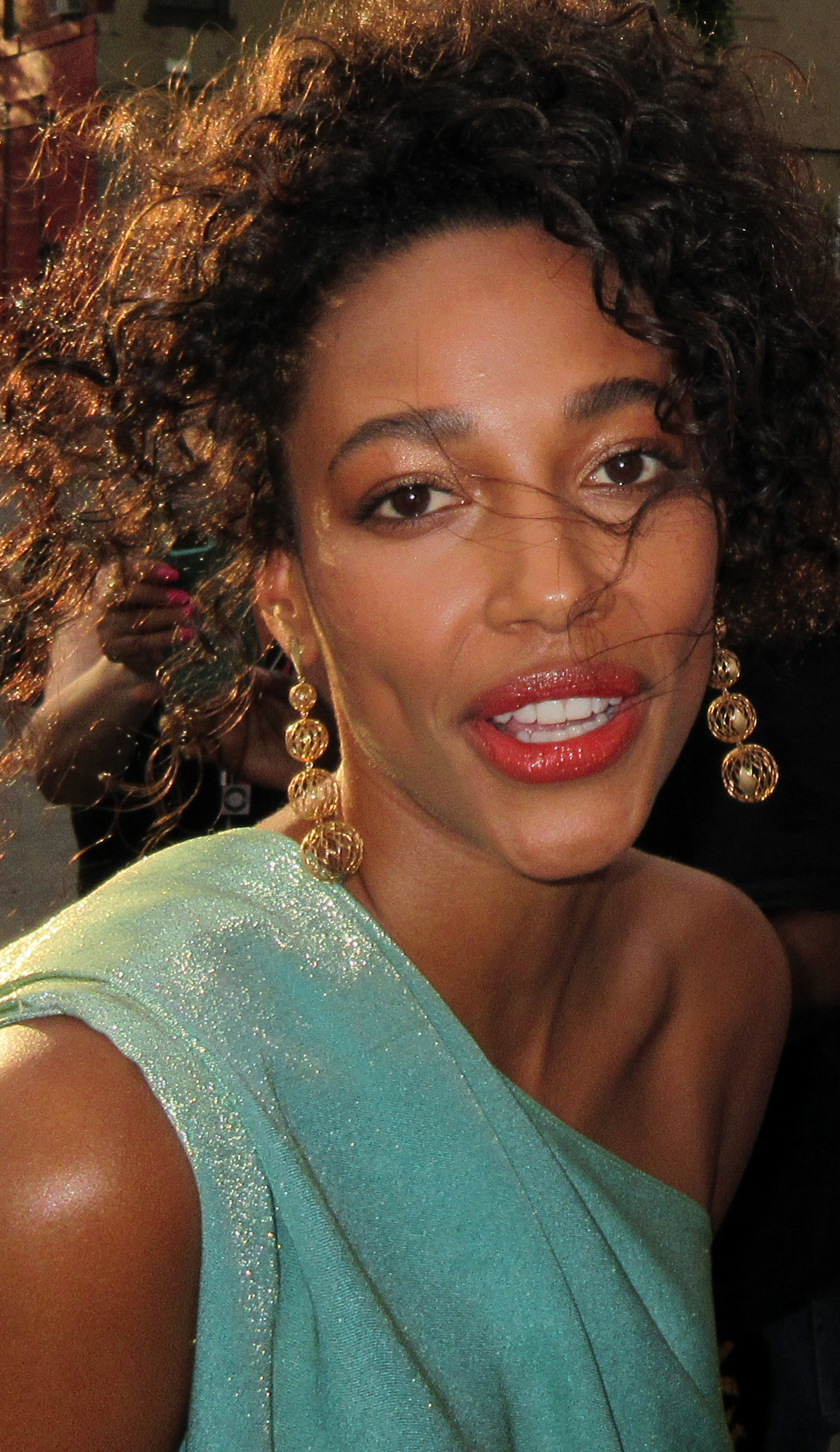
Kylie Bunbury interprète Suhad
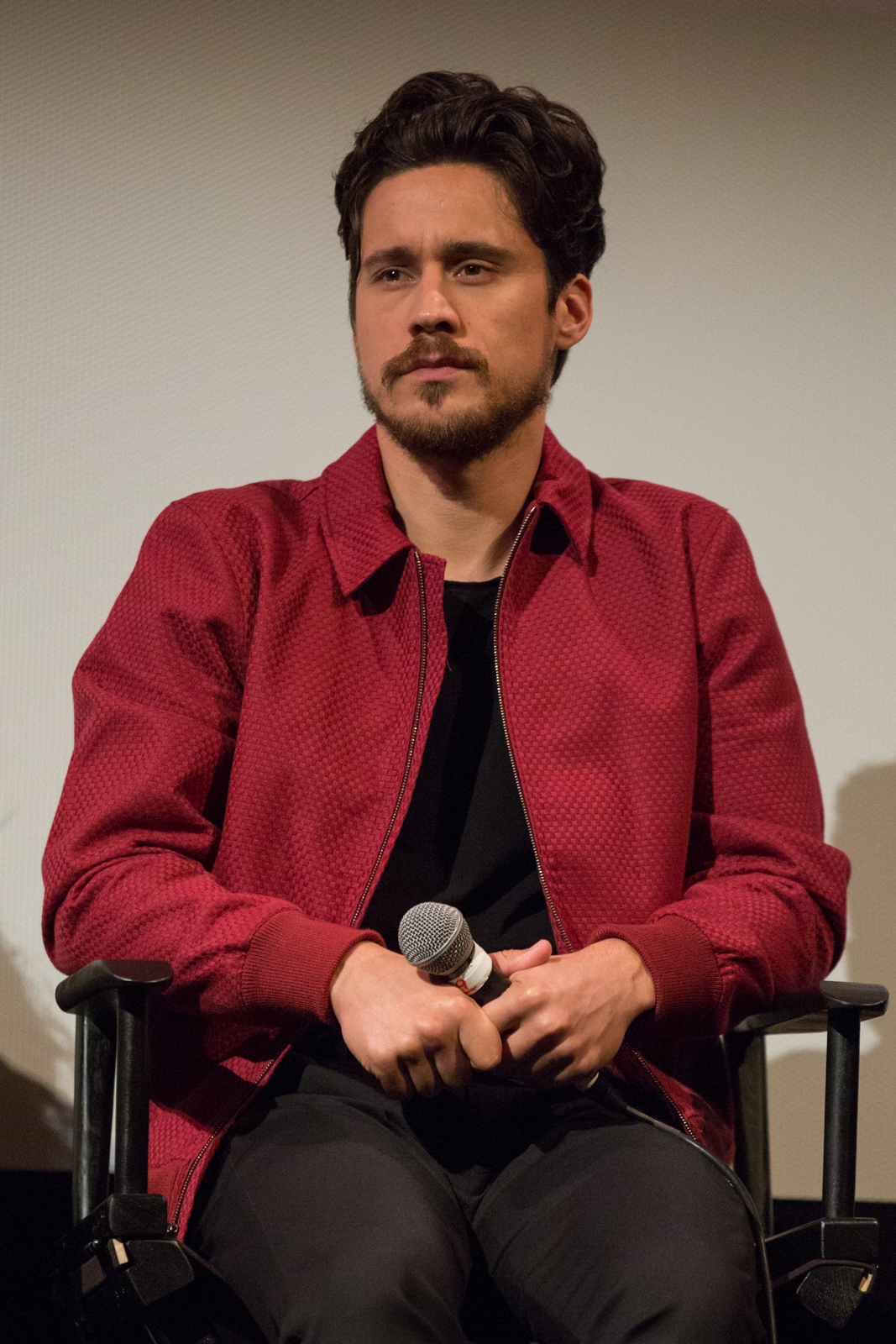
Peter Gadiot interprète Ka
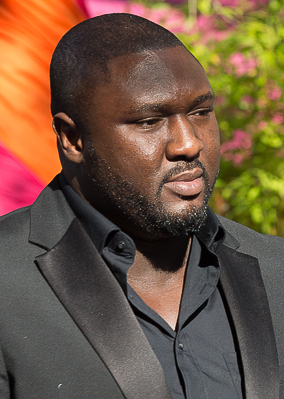
Nonso Anozie interprète Général Horemheb

### Acteurs secondaires
- Steve Toussaint : Tushratta, roi du Mittani
- Kaizer Akhtar : Toutânkhamon à neuf ans
- Silas Carson : Akhenaton, père de Toutânkhamon et d’Ânkhésenamon
- Steve Chusak : Parenéfer, serviteur d'Akhenaton
- Alexander Lyras : Général Yuya
- Geoffrey Burton : Dagi, Physicien
- Leon Lopez : Sete
- Alistair Toovey : Nahkt, fils de Aÿ
- Daniela Lavender (en) : Herit, cousine de Toutânkhamon et d’Ânkhésenamon
- Ismail Kanater : Sobek

- Version française
  - Société de doublage : SPR[7] (Québec)
  - Direction artistique : Maël Davan-Soulas[7]
  - Adaptation des dialogues : Michel Gatignol et Pascale Lortie[7]

 Source et légende : version québécoise (VQ) sur Doublage.qc.ca et selon le carton du doublage télévisuel.

## Production
Le projet a débuté en septembre 2013, puis la mini-série de 6 heures a été commandée en mai 2014.
Le casting a débuté en juillet 2014, les rôles ayant été attribués dans cet ordre : Ben Kingsley, Avan Jogia, Nonso Anozie, Sibylla Deen, Kylie Bunbury, Alexander Siddig, Peter Gadiot et Iddo Goldberg.

### Tournage
Le tournage a eu lieu au Maroc, autour de Ouarzazate,,.

## Fiche technique
- Titre original : Tut
- Titre français : Toutânkhamon : Le Pharaon maudit
- Réalisation : David Von Ancken
- Scénario : Brad Bredeweg, Peter Paige et Michael Vickerman
- Musique : Jeff Russo
- Photographie : Christopher LaVasseur
- Montage : Christopher Gay, Annie Ilkow et Erik Presant
- Distribution : Noureddine Aberdine, Taoufik El Jannani, Ros Hubbard et Junie Lowry-Johnson
- Création des décors : Michael Z. Hanan
- Création des costumes : Carlo Poggioli
- Création des maquillages : Kristyan Mallett et Charlie Hounslow
- Supervision des effets spéciaux : Danilo Bollettini
- Supervision des effets visuels digitaux : Sébastien Bergeron, Roxane Fechner et Philippe Thibault
- Productions : Irène Litinsky et Guy J. Louthan
- Coproducteur : Christopher Gay
- Producteurs exécutifs : Greg Gugliotta, Sharon Levy, Angela Mancuso, Michael Prupas, Joe S. Rice, Michael Vickerman, David Von Ancken et Jeremy Elice
- Coproducteur exécutif : Vlad Wolynetz
- Producteurs associés : Elissa Lewis, Evan Tussman et Stephen Welke
- Compagnie de production : Muse Entertainment Enterprises
- Compagnie de distribution : Spike
- Pays d'origine :  Canada
- Langue : anglais
- Durée : 88 minutes x 3
- Format : couleurs - Dolby Stéréo

## Épisodes
1. Pouvoir(Power)
2. Trahison (Betrayal)
3. Destinée (Destiny)

## Accueil

### Critiques
La série a suscité des critiques mitigées, avec un score de 46⁄100 sur Metacritic et 37 % sur Rotten Tomatoes. Brian Lowery de Variety écrit: "Le roi Toutankhamon a laissé un trésor de bibelots, mais son surnom est tout ce qui est vraiment nécessaire pour servir de pierre angulaire à Tut, la mini-série qui exhume le jeune roi afin de transformer sa courte vie en mélodrame historique. Tandis que Ben Kingsley incarne le vizir complice de Tut, entouré de jeunes acteurs souvent photographiés comme s'il s'agissait d'une publicité pour du shampoing, il existe des plaisirs modestes liés aux diverses intrigues de palais, mais un élan marginal pour traîner un public pendant trois nuits, à condition qu'ils en connaissent suffisamment à propos de l'histoire pour réaliser le personnage principal ne sera pas disponible pour une suite".

### Audiences
La première partie a attiré 1,7 million de téléspectateurs, la deuxième, 1,69 million de téléspectateurs et la troisième, 1,44 million de téléspectateurs sur le réseau Spike TV lors des jours de diffusion.

#### Aux États-Unis
| Saison | Nombre d’épisodes | Diffusion originale | Diffusion originale | Diffusion originale | Diffusion originale            |
| Saison | Nombre d’épisodes | Années              | Début de saison     | Fin de saison       | Audience moyenne (en millions) |
| ------ | ----------------- | ------------------- | ------------------- | ------------------- | ------------------------------ |
| 1      | 3                 | 2015                | 19 juillet 2015     | 21 juillet 2015     | 1,61                           |